# 日本茶アドバイザー
日本茶アドバイザー（にほんちゃアドバイザー）とは、NPO法人日本茶インストラクター協会が認定する日本茶に関する初級指導者資格である。

## 概要
資格を得ることができるのは満18歳以上の者で、認定を受けるには同会が主催する日本茶に関する試験を受ける必要がある。
インストラクター協会により通信教育も行われている。主な活動内容は消費者へのアドバイス、インストラクターの補助。
試験は毎年秋に行われる。開催は東京、静岡、福岡を中心とした各都市。
同制度資格として中級指導者資格　日本茶インストラクターが存在する。

## その他
インストラクター協会サイトでは問い合わせは電話のみで応じる。